# Chalcionellus libanicola
Chalcionellus libanicola är en skalbaggsart som först beskrevs av Sylvain Auguste de Marseul 1870.  Chalcionellus libanicola ingår i släktet Chalcionellus och familjen stumpbaggar. Inga underarter finns listade i Catalogue of Life.